# Audi Aréna Győr
Az Audi Aréna Győr Győr legnagyobb sportcsarnoka, amely sportesemények, koncertek, kulturális rendezvények, kiállítások, vásárok és a társadalmi élet egyéb eseményeinek helyszínéül szolgál. A 6,5 milliárd forintos beruházással megvalósított, 5500 férőhelyes komplexum a Bajnokok Ligája győztes Győri Audi ETO KC otthona, emellett multifunkcionalitásából adódóan kiválóan alkalmas nemzetközi sportesemények, könnyű- és komolyzenei koncertek, előadói estek, konferenciák, kiállítások megrendezésére. Névadó szponzora az Audi Hungaria. Az épület az 1976-ban épült Magvassy Mihály Sportcsarnok közvetlen szomszédságában épült fel, a két létesítményben egy időben négy kézilabda edzést is lehet tartani.  Az épület kívül szitaszövet borítást kapott, amely színes reflektorokkal megvilágítva látványos külsőt kölcsönöz az arénának. Első nemzetközi szintű eseménysorozatként 2014-es, 11. női kézilabda-Európa-bajnokság egyes csoportmérkőzéseit az Arénában bonyolították le.

## Külső hivatkozások
- Épitészetifotózas[halott link]
- Fertődi Építő Zrt.